# お祭り野郎 魚河岸の兄弟分
『お祭り野郎 魚河岸の兄弟分』（おまつりやろう うおかしのきょうだいぶん）は、1976年5月29日に東映で公開された日本映画。カラー、94分。
松方弘樹の新シリーズ第一弾。
大の祭り好きな築地市場に勤める若者を主人公に繰り広げる人情喜劇である。

## キャスト
- 梶木勝男：松方弘樹

- 江木英次：江守徹
- 八尋鮎子：夏純子
- 亀田金一：小倉一郎
- 江本久美：東てる美
- 八尋善次郎：今福将雄
- 梅川紫峰：三原葉子
- 八尋さより：渡辺やよい
- 喜多村内科部長：御木本伸介
- 花井源太郎：室田日出男
- 祭の世話人：由利徹
- 八百竹：阿部昇二
- 福岡平吉：車だん吉
- 堅井：岩かん太
- タクシー運転手：ラッキー7
- ：福富太郎
- 鯉虎：河合絃司
- 喜多八：佐藤晟也
- 小畑：土山登士幸
- 八尋めばる：遠藤薫
- 八尋わかめ：星野みどり
- ：佐々木梨里
- 増田：相馬剛三
- ：小林稔侍
- 赤目：伊達弘
- 岡本浩：小木口美子
- 水源：山田光一
- 滝沢：清水照夫
- 鮫：高月忠
- 中島：亀山達也
- 今井昇：滝波錦司
- 丸忠：須賀良
- 京子：相川圭子
- ：大森不二香
- ：朝比奈順子
- ：村松美枝子
- ：佐野美智子
- ：古賀真佐代
- ：古沢優子
- ：稲村まり子
- ：浅村厚子
- 芳江：章文栄
- ：小甲登枝恵
- ：伊藤慶子
- ：祭礼次郎
- ：勝野賢三
- ：斉藤真一郎
- ：大蔵晶
- ：打越正八
- ：山浦栄
- ヤリイカ：沢田浩二
- ：畑中猛重
- 健：城春樹
- ：大泉公孝
- ：西本良治郎
- 関口：中田博久
- ヘンリー滝：貝ノ瀬一夫
- ユカ：笠井うらら
- 城島千次：岩城滉一
- 海老原清子：志穂美悦子
- 寿司政：坂上二郎

## スタッフ
- 企画：天尾完次、吉峰甲子夫
- 監督：鈴木則文
- 脚本：掛札昌裕
- 撮影：飯村雅彦
- 美術：桑名忠之
- 音楽：菊池俊輔
- 録音：小松忠之
- 照明：萩原猶義
- 編集：西東清明
- 助監督：橋本新一
- 協力：東京魚市場卸協同組合

## 主題歌
「お祭り野郎」
作詞：伊藤俊也 / 作曲：菊池俊輔 / 唄：松方弘樹

## 製作

### 企画
1975年夏の『トラック野郎・御意見無用』、1976年の正月映画『トラック野郎・爆走一番星』の連続大ヒットで、女子どもの十数年来の大動員を大喜びした岡田茂社長が、1976年上半期に悪名高き"健全喜劇・スポーツ映画路線"を敷いた。このため、前年まで"不良性感度"の強い映画で売り出していた松方の"脱ヤクザ"を構想し、この年、4月の『テキヤの石松』と5月に出した本作は、松方のヤクザ脱皮の決め手の一つとして企画された。1976年年頭1月7日の東映記者会見で1976年の製作方針を岡田社長が発表した際の本作のタイトルは『河岸の若親分』、『魚河岸の若親分』、『テキヤの石松』は『関西テキヤ一家』であった。1976年4月30日に東映が7月までの確定番組と後続予定番組を発表した際には『お祭り野郎・魚河岸の兄弟分』に変更されている。

## 映像ソフト
- 1989年10月にVHSが発売されたが廃盤、DVDは発売されてない。

## 同時上映
- 『女必殺五段拳』
  - 監督：小沢茂弘
  - 出演：志穂美悦子、渡瀬恒彦